# Monospilus dispar
Monospilus dispar är en kräftdjursart som beskrevs av Georg Ossian Sars 1861. Monospilus dispar ingår i släktet Monospilus och familjen Chydoridae. Inga underarter finns listade i Catalogue of Life.